# Areszt Śledczy w Łodzi
Areszt Śledczy w Łodzi – największa łódzka jednostka penitencjarna znajdująca się na osiedlu Doły, przy ulicy Smutnej 21, naprzeciwko dawnego ośrodka szkoleniowego WORD. Oddana do użytku w 1964, mieści trzy pawilony – w każdym cztery oddziały.
Areszt Śledczy w Łodzi jest dużą jednostką penitencjarną przeznaczoną do wykonywania tymczasowego aresztowania wobec osadzonych mężczyzn, przebywają w nim także  skazani i ukarani mężczyźni, wobec których toczą się postępowania bez stosowania tymczasowego aresztu. Ponadto w tutejszej jednostce przebywają skazani mężczyźni skierowani do odbywania kary w zakładzie karnym typu zamkniętego dla recydywistów penitencjarnych. Nominalna pojemność jednostki wynosi 1091 miejsc. Natomiast czasowa pojemność jednostki została ustalona na 703 miejsca zakwaterowania do dnia 31 grudnia 2020. Na terenie jednego z oddziałów funkcjonuje Ośrodek Diagnostyczny, w którym, na podstawie art. 83 § 1 Kodeksu Karnego Wykonawczego, przeprowadza się badania psychologiczne i psychiatryczne osadzonym, celem określenia dalszych warunków odbywania kary. Areszt Śledczy w Łodzi oddano do użytku w 1964 roku. Powierzchnia jednostki wynosi około 5,5 ha. Składa się on na terenie ścisłym Aresztu z trzech pawilonów mieszkalnych, budynku administracji, zaplecza gospodarczego (warsztatów, pralni, kuchni, magazynów) oraz poza terenem ścisłym z budynku kotłowni, budynku Centralnej Składnicy Magazynowej CZSW wraz z siedzibą Okręgowego Inspektoratu Służby Więziennej w Łodzi.